# AN/UPS-3
AN/UPS-3 TDAR（英語: Tactical Defense Alert Radar）は、イスラエルのエルタ・システムズ社が開発したEL/M-2106Hをアメリカ合衆国のリア・アストロニクス社がライセンス生産し、アメリカ軍が運用する2次元レーダー。

## 概要
FIM-92 スティンガー携帯式防空ミサイルシステム（MANPADS）の運用チームやアベンジャーシステムに対して、チーム固有の対空捜索手段を提供するために配備されている。
システムは、センサー部、情報処理部、情報表示部の3つのサブシステムによって構成されており、センサー部は通常は四脚上に架されるが、ペダスタルへの設置も可能である。
4つの可搬式ケースに収容して輸送でき、2名の人員により、最短10分間で展開可能とされている。多彩な環境に対応可能であり、風速60ノットまで抗堪でき、また、60~-3.9℃という幅広い温度において動作可能である。電源も様々な方式に対応しており、ハンヴィーからの24ボルト電源やアメリカの一般家庭用120ボルト電源も使用できる。信頼性にも優れており、平均故障間隔（MTBF）は2,180時間である。
ヘリコプターに対しては8–10 km (4.3–5.4 nmi)、固定翼機に対しては20 km (11 nmi)の探知距離を発揮できる。探知可能な目標速度は、50ノットからマッハ1.6とされている。また、移動目標表示（MTI）技術も導入されている。
1990年よりアメリカ海兵隊への配備が開始され、後にはアメリカ陸軍の歩兵師団および空挺師団にも配備された。また、アメリカ海軍でも、支援艦船などに警乗するスティンガー部隊のために配備されている。
なお、エルタ社ではEL/M-2106の改良を進めており、最新のNG型ではアンテナ部をアクティブ・フェーズドアレイ（AESA）化した3次元レーダーとなっており、戦闘機に対して最大110kmの探知距離を発揮できる。